# Estádio Benito Agnelo Castellano
O Estádio Benito Agnelo Castellano, conhecido por Benitão, é um estádio de futebol localizado na cidade de Rio Claro, no estado de São Paulo, pertencente à Prefeitura de Rio Claro e sedia jogos da Associação Esportiva Velo Clube Rioclarense. As dimensões do gramado que eram de 100 x 64 m, passaram para 105 x 66 m.
O estádio era de propriedade do Velo Clube, mas em 2008, foi adquirido pela Prefeitura de Rio Claro.